# Kai Lykke
 "Kaj Lykke" omdirigeres hertil. For andre betydninger af Kaj Lykke, se Kaj Lykke (flertydig).
Kaj Lykke eller Cai Lykke (født 16. marts 1625 på Gisselfeld, død 9. september 1699) var en dansk oberst og kammerjunker.

## Liv og leben

### Ungdom
Kaj Lykke var søn af den hovedrige adelsmand Frands Lykke. 16 år gammel blev han sendt på en fem år lang dannelsesrejse gennem Europa og studerede ved nogle af Europas bedste universiteter. Efter sin hjemkomst blev han i 1645 udnævnt til hofjunker for Christian IV og forfremmet til kammerjunker. Han blev afskediget kort før kongens død i 1648. Nogle anfører, at det skyldtes, at Kaj Lykke nægtede at deltage i udenrigs krigstjeneste[kilde mangler].
Efter sin afsked blev Kaj Lykke bestyrer af faderens fynske godser – en opgave han løste godt[kilde mangler]. Ved faderens død i 1656 arvede han syv godser og gårde til en værdi af 400.000 rigsdaler. Dermed blev Kaj Lykke en af landets rigeste mænd.
Da krigen mod Sverige brød ud i 1657, stillede han et regiment på 1.000 mand for kongen. Han kom ikke selv i direkte krigshandlinger. Da hans regiment plyndrede på Fyn, fratog kongen ham bestallingen i 1658.[kilde mangler] Som erstatning blev han lensmand på Ålborghus. I 1660 blev han gift med Øllgaard Gyldenstierne. De boede på Aalborg Slot og på palæet i København om vinteren.

### Landflygtighed
I 1656 skrev han et brev til sin elskerinde Sophie Abelsdatter, en tjenestepige på Rantzausholm. I brevet omtalte han, hvordan dronning Sophie Amalie lå i med sine lakajer. Sophie Abelsdatter blev ved Kai Lykkes mellemkomst gift med hans ridefoged på Rantzauholm – Peter Børting. Peter Børting fik kendskab til brevet. Den 1. maj 1661 afskedigede Kai Lykke ham som ridefoged på grund uregelmæssigheder i regnskabsbøgerne.
Peter Børting oplyste kongen om brevet og dets indhold. Kai Lykke tilstod sin brøde og indgik et forlig: Han skulle betale 100.000 rigsdaler. Få måneder flygtede Kai Lykke til Skåne, da han ikke kunne betale, og kongen rejste en retssag, der erklærede ham skyldig i majestætsfornærmelse og frakendte ham "ære, liv og gods". Da han er flygtet og dommen ikke kunne eksekveres, fremstilles en vellignende dukke, som i en skuehenrettelse (in effigie) får afhugget hånd og hoved. Lykkes våben blev ødelagt. Alle Kai Lykkes godser og rigdomme blev inddraget af kongen. Øllgaard Gyldenstierne fik lov til at beholde 20.000 rigsdaler og Harridslevgård. 1662 arvede hun gården Bidstrup.

### Tilbage i Danmark
Fra sin landflygtighed kæmpede Kaj Lykke for oprejsning. Kort efter dronning Sophie Amalies død gav Christian V Kai Lykke lov til at vende hjem efter 24 års landflygtighed. Han tog ophold hos sin hustru på Bidstrup. Hun døde et år efter, og han blev boende. Øllgaard Gyldenstiernes datter Sofie Amalie Friis var gift med Johan Rantzau. Han gav Lykke ophold på Bramming Hovedgård i 1697 (nogle kilder nævner 1694[kilde mangler]). Hertil ankom han over 70 år gammel. Han døde i 1699 i en ulykke på vej hjem fra en fest på Endrupholm. Darum kirkebog nævner 1702 som hans dødsår.

## Kaj Lykkes kranium

### Oprindelige undersøgelser
Kaj Lykke blev begravet i 1699 eller måske i 1702, som der stod på hans kisteplade, som nu er forsvundet[kilde mangler]. I 1858 fik to unge medicinstuderende lov til at se graven og undersøge kraniet. De tog kraniet med tilbage til København, hvor det kom til Normal-Anatomisk Museum, på trods af at det var meningen, at det skulle forblive i kisten[kilde mangler].
Kraniet vakte stor opsigt, fordi det havde en meget skrånende pande fælles med et kranium fundet i Neanderthal i Tyskland (se Neandertaler). Visse forskere i Tyskland hævdede, at der var tale om en tidligere menneskerace. Andre forskere var uenige og brugte Kaj Lykkes kranium som bevis for det modsatte.
Forskere mente, at de kunne afdække personlighedheden på grundlag af ejerens kranieform. Kaj Lykke ville ud fra denne teori være 'idiot' (sindssyg) med sit lille hoved og sin voldsomt tilbageskrånende pande. Der er dog intet i Kaj Lykkes liv, der tyder på, at han var afvigende.[kilde mangler]
Kaj Lykkes kranium vakte stor opsigt og var genstand for hidsige diskussioner langt op i 1900-tallet. Derfor var det utænkeligt, at det skulle tilbage til sin grav.

### Spøgeri
Efter kraniet blev fjernet fra graven begyndte der at gå historier om, at det spøgte på Bramming Hovedgård[kilde mangler]. Historierne blev brugt af Paul Lund til markedsføringen af det vandrerhjem, som han havde grundlagt på Bramming Hovedgård i 1938. Ifølge Lund var talrige gæster flygtet fra vandrerhjemmet på grund af spøgeri[kilde mangler]. Paul Lund fik også arrangeret en undersøgelse af Kaj Lykkes grav i Sankt Knuds Kirke, hvor videnskabsmænd fra Nationalmuseet i København lavede omfattende undersøgelser og dokumenterede, at det kranium, de havde i samlingen, faktisk passede til resten af skelettet, og altså var Kaj Lykkes kranium. Det øgede yderligere for interessen for Kaj Lykkes spøgeri.[kilde mangler]

### Kraniet kommer tilbage til Bramming
Efter undersøgelsen tog forskerne kraniet med tilbage til København. Efter at neanderthalteorien var accepteret, aftog interessen for det. I 1978 opdagede en journalist historien, og fik kraniet tilbage til Bramming. Det var planen, at det skulle tilbage i graven; men da nedbrydningen ville gå for hurtigt, anbragte præsten det i sit pengeskab.[kilde mangler] I 1984 kom det til Bramming byhistorisk arkiv, og herfra kom det til Bramming Egnsmuseum. Da egnsmuseet åbnede i 1994, blev det udstillet her.